# دیراندرانات داتا
دیراندرانات داتا (۲ نوامبر ۱۸۸۶ – ناپدید شده در ۲۹ مارس ۱۹۷۱)
حقوقدان بنگال و از فعالان سیاسی حاضر در بنگال پس از تجزیه هندوستان و در عصر پاکستان شرقی (۱۹۴۷–۱۹۷۱) بود.